# Bibliothèque Nobel de l'Académie suédoise
La bibliothèque Nobel de l'Académie suédoise (en suédois : Svenska Akademiens Nobelbibliotek) est une bibliothèque publique de l'Académie suédoise située à Stockholm.

## Situation
La Bibliothèque Nobel a été créée pour faciliter l'évaluation des lauréats du prix Nobel de littérature et des autres distinctions décernées par l'Académie. La bibliothèque est située dans le bâtiment de la Bourse, au 4, Källargränd, une petite ruelle reliant Slottsbacken et Stortorget à Gamla Stan.